# Ильбарс-султан
Ильбарс-хан II (1604—1623) — хивинский хан в 1622-1623 годах.

## Биография
Происходил из династии Арабшахидов, ветви Шибанидов. Сын Араб Мухаммад-хана. С 1617 по 1618 год совместно с братом Хабаш-султаном участвовал в набеге на Хорасан. Вскоре за этим восстал против отца, двинувшись с войско на Ургенч. Тот передал им в управление богатый город Вазир.
В 1622 году Ильбарс внезапно захватил Хиву, где находился Араб Мухаммад-хан, оказавшийся в плену. Тогда против Ильбарса выступили братья Исфандияр и Абулгази. Ильбарс удалился в Кир и Усть-Урт, освободив своего отца. Абулгази был готов атаковать Ильбарса, но этому помешал Араб Мухаммад-хан, прислушавшийся к совету аталика Хусейна-Ходжи. Впрочем последний тайно поддерживал Ильбарса.
В результате в течение нескольких месяцев каждая из сторон собиралась с силами. В конце концов в битве на канале Ташлы-Ярмыш Ильбарс нанес поражение ханскому войску, пленив отца, которого отправил брату Хабаш-султану (тот приказал ослепить Араб Мухаммад-хана). После этого Ильбарс был объявлен ханом. Он послал Хабашского султана против Исфандияра, который капитулировал в Хазараспе. Ему было приказано совершить хадж в Мекку. Братья были отправлены в Хиву под стражей.
В 1623 году узнал, что Исфандияр с персидским отрядом отправился на освобождение отца. Тогда Ильбарс-хан II приказал казнить Араб Мухаммада, брата Хорезм Шаха-султана и 2 сыновей Исфандияра. Впрочем это не остановило последнего, на сторону которого перешли ведущие туркменские племена. В битве на реке Амударья Хабаш-султан потерпел поражение и бежал к Ильбарс-хану II. Впрочем, против него выступил Шариф-султан. Решающая битва произошла возле Ургенча, где хан потерпел поражение, попал в плен, где был казнен. Новым ханом стал Исфандияр.